# 東和市社
东和市社（越南语：／）是越南富安省下辖的一个市社。

## 地理
东和市社东临南海；西接西和县；南接庆和省万宁县；北接绥和市和富和县。

## 历史
2005年5月16日，绥和县分设为西和县和东和县；东和县下辖和城社、和新东社、和春西社、和春东社、和春南社、和荣社、和心社、和合中社、和合南社、和合北社10社。
2013年8月6日，和荣社改制为和荣市镇，和合中社改制为和合中市镇。
2020年4月22日，东和县改制为东和市社；和合北社改制为和合北坊，和合南社改制为和合南坊，和合中市镇改制为和合中坊，和荣市镇改制为和荣坊，和春西社改制为和春西坊。

## 行政区划
东和市社下辖5坊5社，市社人民委员会位于和荣坊。
- 和荣坊（Phường Hòa Vinh）
- 和合北坊（Phường Hòa Hiệp Bắc）
- 和合南坊（Phường Hòa Hiệp Nam）
- 和合中坊（Phường Hòa Hiệp Trung）
- 和春西坊（Phường Hòa Xuân Tây）
- 和心社（Xã Hòa Tâm）
- 和新东社（Xã Hòa Tân Đông）
- 和城社（Xã Hòa Thành）
- 和春东社（Xã Hòa Xuân Đông）
- 和春南社（Xã Hòa Xuân Nam）